# Earlimart (Kalifornija)
Earlimart je naseljeno područje za statističke svrhe u američkoj saveznoj državi Kalifornija. Prema popisu stanovništva iz 2010. u njemu je živjelo 8,537 stanovnika.